# Comuna de Tarnówka
Tarnówka (polaco: Gmina Tarnówka) é uma gminy (comuna) na Polónia, na voivodia de Grande Polónia e no condado de Złotowski. A sede do condado é a cidade de Tarnówka.
De acordo com os censos de 2004, a comuna tem 3071 habitantes, com uma densidade 23,2 hab/km².

## Área
Estende-se por uma área de 132,23 km², incluindo:
- área agrícola: 45%
- área florestal: 48%

## Demografia
Dados de 30 de Junho 2004:
|                      | Total   | Total | Mulheres | Mulheres | Homens  | Homens |
| -------------------- | ------- | ----- | -------- | -------- | ------- | ------ |
|                      | pessoas | %     | pessoas  | %        | pessoas | %      |
| População            | 3071    | 100   | 1501     | 48,9     | 1570    | 51,1   |
| Densidade (pop./km²) | 23,2    | 100   | 11,4     | 11,4     | 11,9    | 11,9   |

De acordo com dados de 2002, o rendimento médio per capita ascendia a 1272,57 zł.

## Subdivisões
- Bartoszkowo, Osówka, Piecewo, Plecemin, Płytnica, Ptusza, Sokolna, Tarnowiec, Tarnówka, Węgierce.

## Comunas vizinhas
- Jastrowie, Krajenka, Szydłowo, Złotów